# شرکت راه‌آهن اکوادور

راه‌آهن در اکوادور

شرکت راه‌آهن اکوادور (به اسپانیایی: Ferrocarriles del Ecuador Empresa Pública) راه‌آهن ملی اکوادور است. سیستم راه‌آهن برای اتصال سواحل اقیانوس آرام به ارتفاعات آند ابداع شد. پس از چندین دهه خدمات، راه‌آهن به‌دلیل بارندگی شدید در جریان ال نینو در سال‌های ۱۹۹۷ و 1998 و به دلیل بی‌توجهی عمومی به‌دلیل اینکه بزرگراه پان‌آمریکن مسافران را به مقصد می‌رساند، به شدت آسیب دید.
در سال ۲۰۰۸، رئیس‌جمهور رافائل کورئا، راه‌آهن را «میراث فرهنگی ملی» نامید و اعلام کرد که آن را بازسازی خواهد شد. دولت اکوادور بازسازی راه‌آهن را آغاز کرد و خدمات بین گوایاکیل و کیتو تا سال ۲۰۱۳ بازگشایی شد.
طیف گسترده‌ای از خدمات، عمدتاً برای مسافران تفریحی، توسط قطارهای بخار و دیزل‌الکتریکی و با اتوفرو (جسم اتوبوس نصب شده بر روی شاسی ریلی) انجام می‌شد.
کلیه خدمات ریلی در سال ۲۰۲۰ متوقف شد و با فرمان رئیس‌جمهور انحلال شرکت راه‌آهن آغاز شد.
از سال ۲۰۲۴، مسیرهای توریستی محلی در استان ایمبابورا و استان چیمبورازو مجدداً بازگشایی شدند.